# Till Death
Till Death és una pel·lícula de thriller d'acció estatunidenca del 2021 dirigida per S.K. Dale en el seu debut com a director, a partir d'un guió de Jason Carvey. És protagonitzada per Megan Fox, Callan Mulvey, Eoin Macken, Aml Ameen i Jack Roth. Està subtitulada al català amb la distribució de Vértice Cine.
Es va estrenar als Estats Units en un nombre limitat de cinemes el 2 de juliol de 2021 i es va estrenar simultàniament en vídeo a la carta. La pel·lícula va rebre crítiques generalment favorables, amb aspectes destacats de l'actuació de Fox i la direcció de Dale.

## Sinopsi
Després d'una vetllada romàntica a la casa del llac, l'Emma es desperta emmanillada al seu difunt marit. Atrapada i aïllada en ple hivern, haurà de lluitar contra uns assassins a sou per escapar del recaragolat pla del seu marit.

## Repartiment
- Megan Fox com a Emma[9]
- Eoin Macken com a Mark
- Callan Mulvey com a Bobby Ray
- Jack Roth com a Jimmy
- Aml Ameen com a Tom